# Liberal Party (Verenigd Koninkrijk, 1989)
De Liberal Party (Nederlands: Liberale Partij) is een politieke partij in het Verenigd Koninkrijk. De partij is een voortzetting van de oorspronkelijke Liberal Party. Terwijl de overgrote meerderheid van de Liberals instemden met de Social Democratic Party (Sociaaldemocratische Partij) tot de Liberal Democrats, verzette een klein deel zich tegen zo'n fusie en besloot de oude partij voort te zetten.
De Liberal Party heeft geen zetels in het Parlement van het Verenigd Koninkrijk, het Schots Parlement, de Nationale Vergadering van Wales of het Europees Parlement, maar is wel op provinciaal of districtsniveau vertegenwoordigd.
De partij wordt sinds 2015 geleid door Steve Radford, die al sinds 1984 lid is van de gemeenteraad van Liverpool. Michael Meadowcroft, partijleider van 1989 tot 2007, en in 1989 een van de felste tegenstanders van de fusie van de Liberals met de Social Democrats tot de Liberal Democrats, sloot zich in 2007 uiteindelijke bij die laatste partij aan.
De partij-ideologie sluit naadloos aan bij het gedachtegoed van de oude liberale partij. Naast de geijkte opvattingen die eigen zijn aan alle liberale partijen, streven de Liberals ook naar distributie van eigendom (distributism) om zo de positie van de minderbedeelden te verbeteren. Anders dan de Liberal Democrats zijn de Liberals eurosceptisch.
De Liberal Party is voorstander van eenzijdige nucleaire ontwapening en was indertijd tegen de  invasie van Irak en Britse militaire bemoeienis in het Midden-Oosten.

## Lijst van partijleiders
| Naam                | Periode    |
| ------------------- | ---------- |
| Michael Meadowcroft | 1989-2005  |
| Steve Radford       | 2005-2009  |
| Rob Wheway          | 2009-2010  |
| Steve Radford       | 2010-heden |